# Totally Spies!
Totally Spies! ist eine französisch-kanadische Zeichentrickserie mit bislang 182 Folgen, deren Produktion im Jahr 2001 startete. In der Serie geht es um drei junge, miteinander befreundete Spioninnen, die ein rasantes Doppelleben führen. Mit The Amazing Spiez erhielt die Serie 2008 einen Ableger. 2013 wurde die sechste
Staffel erstausgestrahlt.
Die siebte Staffel wird von Banijay Kids & Family, Ollenom Studio, Monello Productions und Family Studio France produziert, wobei Discovery Kids Latin America und Gulli als Koproduzenten für die neue Staffel fungieren. Ursprünglich für das Jahr 2022 angekündigt, sollte die Staffel im Jahr 2023 erscheinen, wurde jedoch auf das Jahr 2024 verschoben. Im Jahr 2023 wurde seitens der Produktionsfirma bestätigt, dass die englischsprachige Originalversion der Serie im in New York ansässigen Studio Distribimage aufgenommen wird. Am 13. Juni 2024 wurde eine achte Staffel angekündigt.
Die Erstveröffentlichung der siebten Staffel erfolgte ab dem 16. September 2024 auf dem Streamingdienst Max in den karibischen Gebieten und in Südamerika. Am 4. November 2024 fand die TV-Erstausstrahlung auf Cartoon Network in Großbritannien statt. Eine Premiere auf Cartoon Network in den Vereinigten Staaten ist für 2025 geplant.
Die gesamte englischsprachige Besetzung der ersten sechs Staffeln werden ihre Rollen nicht wieder übernehmen, wie im September 2023 von den jeweiligen Sprecherinnen von Clover und Sam, Andrea Baker und Jennifer Hale, bekannt gegeben wurde.

## Inhalt
Die Freundinnen Sam, Clover und Alex sind, wie es von außen scheint, drei ganz gewöhnliche Schülerinnen. Kaum einer jedoch weiß, dass sie ein Doppelleben führen und als Geheimagentinnen bei der WOOHP (World Organization of Human Protection, zu dt. Weltorganisation zum Schutz der Menschheit) tätig sind, einer Organisation, die global tätige Verbrecher und Kriminelle jagt und ihnen das Handwerk legt. Der Boss der Spioninnen ist Jerry, ein älterer Mann, der meist im Anzug anzutreffen ist. Die Teenager tragen während ihrer Missionen hautenge, gummiartige Ganzkörperanzüge aus Latex und erhalten für ihre Aufträge hochtechnisches und auch unrealistisches Zubehör wie z. B. ein Gerät, das in der Lage ist, einen Tornado zu erzeugen. Vieles dient allerdings auch der praktischen Verwanzung von zu beschattenden Personen, wie Peilsender oder soundverstärkende Ohrstecker. Diese Geräte sind meist als Kosmetikprodukte getarnt wie z. B. als Nagelfeile (Kamera), Puderdose (Computer, genannt Compuder) oder Lippenstift (Laser) Durch ihre Aktionen gelingt es den Mädchen immer, natürlich unbemerkt von der übrigen Welt, diese zu retten. Oftmals werden die drei Agentinnen bei ihren Abenteuern aber von bösen Schurken gefesselt und geknebelt, allerdings finden sie stets einen Ausweg.

## Figuren

### Samantha „Sam“ Simpson
Sam, deren vollständiger Name Samantha Simpson lautet, ist die intelligenteste der drei Spioninnen. Sie besitzt einen messerscharfen Intellekt und hat im Haus ein eigenes Labor, in dem sie Experimente durchführt. Sie hat langes rotes Haar und trägt während ihrer Missionen einen grünen Anzug. Wenn es die drei Spioninnen mit Verbrechern zu tun haben, die an Menschen eine Gehirnwäsche vornehmen, wird fast immer Sam deren Opfer. Sam scheint (im Gegensatz zu Clover) sehr moralisch zu handeln.

### Clover Mansion
Clover Mansion wird durch gutes Aussehen, ausgeprägtes Interesse für Jungen und ausgiebige Einkäufe charakterisiert. Sie ist oftmals hochnäsig und gegenüber vielen Menschen abweisend. Sie hat blonde kinnlange Haare und blaue Augen. Clover trägt immer einen roten Anzug. Sie scheint an Wissenschaft (im Gegensatz zu Sam) relativ wenig Interesse zu besitzen, noch zeigt sie Interesse an Übersinnlichem.
Doch an ihrer Freundschaft zu Sam und Alex liegt ihr viel, was auf Gegenseitigkeit bei den dreien beruht. Clovers Berufswunsch geht in Richtung einer Schauspielkarriere oder ähnlichem.

### Alexandra „Alex“ Houston
Alexandra Houston, genannt Alex, ist die jüngste der drei Agentinnen; sie hat ziemlich kurzes und schwarzes Haar und eine dunklere Hautfarbe als die anderen beiden Spioninnen. Alex stammt offensichtlich von Latinos ab. Im Gegensatz zu Sam wird Alex oft als begriffsstutzig und naiv dargestellt, doch Alex ist exzellent im Kampfsport. Ihr Anzug ist gelb. Sie zeigt großes Interesse für ausgefallene Diäten (Karottendiät), Yoga und Übersinnliches. Sie ist jedoch auch ein herzensguter Mensch, der Tiere liebt. Allerdings hat sie eine Katzenallergie.

### Jerry Lewis
Jerry Lewis ist der Gründer und ehemaliger Administrator von WOOHP und außerdem der Mentor der Spione. Er ist ein älterer britischer Mann, trägt stets einen Anzug und trinkt gerne Tee. Lewis verlässt höchst selten sein Büro. Er entdeckte Sam, Clover und Alex nicht nur, sondern bildete sie persönlich aus. Lewis ist auch ein Erfinder und Entwickler zahlreicher neuartiger Waffen. Seit der siebten Staffel, befindet sich Lewis im Ruhestand.
In manchen Folgen wird gezeigt, dass Lewis auch sehr gut kämpfen kann. Lewis ist ein Meister in fernöstlichen Kampfsportarten.

### Gabriella Simpson, Stella Mansion und Carmen Houston
Gabriella („Gabby“), Stella und Carmen sind die Mütter von Sam, Clover und Alex. Sie treten relativ selten in der Serie auf. Das Aussehen der drei Mütter variiert leicht von Auftritt zu Auftritt. So hat Carmen einmal weinrote, einmal schwarze und einmal dunkelbraune Haare; Gabbys Haar ist einmal hellbraun und einmal genauso rot wie das ihrer Tochter. Stellas Haare sind einmal platinblond und ein anderes Mal von den etwas dunkleren Haaren ihrer Tochter nicht zu unterscheiden.
Gabriella ist eine äußerst gluckenhafte Mutter, die Sam ständig bevormundet und auf deren Wohl aufpasst. Stella hingegen ist äußerst streng, verbietet Clover oft das Ausgehen und Fernsehkonsum und zwingt sie, auf ihren nervigen Cousin aufzupassen.
In der letzten Folge der vierten Staffel erfahren die drei von den Agententätigkeiten ihrer Töchter und versuchen, zunächst erfolgreich, diese zu verhindern. Als sie jedoch von Mandy und ihren Freundinnen, die mit Agentengenen einen Persönlichkeitstausch gemacht haben, entführt und anschließend von den Mädchen gerettet werden, ändern sie ihre Meinung. Daraufhin lassen sie sich selbst zu Agentinnen ausbilden, um ihre Töchter vor Mandy zu retten.
Von den drei Vätern der Spies sind bisher nur Alex’ und Sams Väter aufgetreten.

### Britney
Britney ist eine noch auszubildende Agentin des WOOHP. Sie scheint asiatischer Abstammung zu sein und hat eine Vorliebe für Schach und war außerdem Cheerleaderin. Bisher hatte sie nur wenige Auftritte in der Serie. Britneys Anzug ist blau. Sie wirkt anfangs ein bisschen gemein, da man teils das Gefühl hat, sie wolle Alex verdrängen, und da sie oft frech und gemein zu ihr ist. Die anderen Teamkollegen mögen Britney sehr, doch auch sie sind ein bisschen eifersüchtig, da Britney mit zwei gut aussehenden Agenten zusammen arbeitet.

### Mandy
Mandy ist eine hübsche, sehr reiche Mitschülerin und die Nachbarin von Sam, Alex und Clover. Sie hat lange schwarze Haare und lila Augen. Mandy ist eine ausgesprochen bösartige Person, die gerne andere Menschen verpfeift oder sie quält. Außerdem geht sie sehr gerne und oft shoppen und genießt es zu sehen, wenn Clover neidisch auf die neu erworbenen Stücke wird. Obwohl die Spione viele Feinde haben, ist Mandy eigentlich die Antagonistin der Serie. Nebenbei hat sie ständig neue Mitstreiter, welche von Staffel zu Staffel wechseln. In der ersten bis vierten Staffel wurde sie von ihren Highschoolfreundinnen begleitet. In der fünften Staffel ist es ihre blonde Cousine Mindy. In der sechsten ist es ihr Chauffeur Trent.

### Zerlina Lewis
Sie ist die Tochter von Jerry, die in Staffel 7 vorgestellt wird und nach dem Rücktritt ihres Vaters die neue Leiterin von WOOHP ist. Sie ist dafür verantwortlich, den Mädchen Anweisungen für ihre Missionen zu geben. Sie ist eine große, dunkelhäutige Frau mit dunkelbraunem Haar. Ihre Augen sind dunkelbraun. Ihre Arbeitskleidung besteht aus schwarzen Schuhen, einer weißen Hose und einer roten Jacke, die geöffnet ist und darunter ein schwarzes Oberteil zeigt.

### Toby
Ein junges Hightech-Genie, das Zerlina bei der Entwicklung und dem Vertrieb der Gadgets der Mädchen unterstützt. Er ist ein schlanker, dunkelhäutiger Junge mit kurzen schwarzen Haaren. Sein rechter Unterarm ist bionisch mit einem dunkelblauen Finish, das leicht entfernt werden kann.

### Glitterstar
(Mei-Lin in der franz. Synchronisation) Sie ist eine Künstlerin, die sich für Street Art interessiert und an der AIYA Academy eingeschrieben ist. Sie leitet das Bubble Spy Café, das von WOOHP betrieben wird. Trotzdem weiß sie nichts von dem geheimen Spionageleben der Mädchen. Sie ist eine gebräunte Frau mit dunkelbraunem Haar, das zu zwei Dutts frisiert ist und von kirschroten Haargummis gehalten wird. Ihr Pony ist in der Mitte geteilt und hat hellrosa Spitzen. Ihre Augen sind dunkelbraun. Ihre Arbeitskleidung besteht aus einem weißen Hemd mit einer orangefarbenen Schürze mit gelben und rosa Seifenblasenmotiven.

## Veröffentlichung
ProSieben sendete die Serie als deutschsprachige Erstausstrahlung im Free-TV.
In Deutschland wurde Totally Spies! von Super RTL im Free-TV und von Disney Channel im Bezahlfernsehen gesendet. Mittlerweile wird die Serie in über 120 Ländern ausgestrahlt. Am 22. Juli 2009 feierte der Kinofilm Totally Spies – Der Film in Frankreich seine Kinopremiere, in dem noch einmal die drei Mädchen sich neu kennenlernen. Am 12. Juli 2010 wurde die 5. Staffel in deutscher Erstausstrahlung im Disney Channel gezeigt.
2010 zeigte Disney Channel außerdem die deutsche Version des Filmes, „Totally Spies – Der Film“. Der Kindersender Nickelodeon sendete Totally Spies vom 2. Juli immer werktags ab 14:10 Uhr. Gestartet wird mit der vierten Staffel. Nickelodeon zeigte seit dem 31. August 2013 die sechste Staffel in deutscher Erstausstrahlung und sogar vor der Originalfassung Frankreichs, bis auf die letzten zwei Folgen, welche schon im Juni in Frankreich ausgestrahlt wurden. Ein deutscher Starttermin für die siebte Staffel ist für den 5. Mai 2025 auf dem Sender Cartoon Network geplant.

### Episodenliste
| Folge | Staffel – Episode | Deutscher Titel                    | Deutsche TV-Premiere | Originaltitel                     | Original-TV-Premiere |
| ----- | ----------------- | ---------------------------------- | -------------------- | --------------------------------- | -------------------- |
| 1     | 1.01              | Popstars in geheimer Mission       | 17.03.2002           | A Thing for Musicians             | 03.11.2001           |
| 2     | 1.02              | Der neue Jerry                     | 07.04.2002           | The New Jerry                     | 04.11.2001           |
| 3     | 1.03              | Tanz auf dem Vulkan                | 14.04.2002           | Get Away                          | 10.11.2001           |
| 4     | 1.04              | Ausflug ins Mittelalter            | 12.05.2003           | Stuck in the Middle Ages with You | 17.11.2001           |
| 5     | 1.05              | Die Drei im Spielzeugland          | 30.09.2005           | Child’s Play                      | 01.12.2001           |
| 6     | 1.06              | Der Gedächtniskiller               | 21.04.2002           | Eraser                            | 08.12.2001           |
| 7     | 1.07              | Die Doppelgänger                   | 05.05.2002           | The Fugitives                     | 15.12.2001           |
| 8     | 1.08              | In den Tunneln von Paris           | 02.06.2002           | Abductions                        | 05.01.2002           |
| 9     | 1.09              | Das Traummodel                     | 21.12.2002           | Model Citizens                    | 12.01.2002           |
| 10    | 1.10              | Die Insel der Gladiatoren          | 09.06.2002           | Spy Gladiators                    | 19.01.2002           |
| 11    | 1.11              | Der verrückte Computer             | 04.08.2002           | Silicon Valley Girls              | 26.01.2002           |
| 12    | 1.12              | Abenteuer in der Wüste             | 24.03.2002           | Queen for a Day                   | 09.02.2002           |
| 13    | 1.13              | Das geheimnisvolle Schrumpfen      | 16.06.2002           | Shrinking                         | 02.03.2002           |
| 14    | 1.14              | Die Außerirdischen                 | 23.06.2002           | Aliens                            | 09.03.2002           |
| 15    | 1.15              | Ein Pelz namens Clover             | 21.07.2002           | Wild Style                        | 16.03.2002           |
| 16    | 1.16              | Auf der Jagd nach den Black Widows | 14.07.2002           | Black Widows                      | 23.03.2002           |
| 17    | 1.17              | Kampf der Agentinnen               | 28.07.2002           | Spies vs Spies                    | 30.03.2002           |
| 18    | 1.18              | Der Unsichtbare                    | 07.07.2002           | Evil Boyfriend                    | 06.04.2002           |
| 19    | 1.19              | Computerspiel mit Tücken           | 11.08.2002           | Game Girls                        | 20.04.2002           |
| 20    | 1.20              | Aufregung in Hollywood – Teil 1    | 15.09.2002           | A Spy Is Born – Part 1            | 04.05.2002           |
| 21    | 1.21              | Ein Königreich für einen Keks      | 30.06.2002           | Passion Patties                   | 11.05.2002           |
| 22    | 1.22              | Der Jugenddieb                     | 18.08.2002           | Soul Collector                    | 18.05.2002           |
| 23    | 1.23              | Shopping mit Folgen                | 15.09.2002           | Malled                            | 25.05.2002           |
| 24    | 1.24              | Der große Kandinsky                | 25.08.2002           | Do You Believe in Magic?          | 01.06.2002           |
| 25    | 1.25              | Die neue Eiszeit                   | 01.09.2002           | Iceman Cometh                     | 08.06.2002           |
| 26    | 1.26              | Dr. Einsteins Plan                 | 08.09.2002           | Man or Machine                    | 15.06.2002           |

| Folge | Staffel – Episode | Deutscher Titel                 | Deutsche TV-Premiere | Originaltitel               | Original-TV-Premiere |
| ----- | ----------------- | ------------------------------- | -------------------- | --------------------------- | -------------------- |
| 27    | 2.01              | Spione wie Wir                  | 31.01.2004           | Starstruck                  | 08.08.2003           |
| 28    | 2.02              | Die Mumie                       | 08.11.2003           | I Want My Mummy             | 13.08.2003           |
| 29    | 2.03              | Friseursalon des Grauens        | 15.11.2003           | Evil Hair Salon             | 14.08.2003           |
| 30    | 2.04              | Jerry dreht durch               | 15.11.2003           | The Yuck Factor             | 15.08.2003           |
| 31    | 2.05              | Toller Käfer                    | 22.11.2003           | It’s How You Play the Game  | 18.08.2003           |
| 32    | 2.06              | Heisse Tage in Russland         | 20.12.2003           | Here Comes the Sun          | 19.08.2003           |
| 33    | 2.07              | Meine wahre Liebe               | 29.11.2003           | Green with N.V.             | 20.08.2003           |
| 34    | 2.08              | Die Gesichtsdiebe               | 29.11.2003           | Boy Bands Will Be Boy Bands | 21.08.2003           |
| 35    | 2.09              | Angriff der Killer-Tsunamis     | 06.12.2003           | I, Dude                     | 22.08.2003           |
| 36    | 2.10              | Mamas Lieblinge                 | 13.12.2003           | Mommies Dearest             | 25.08.2003           |
| 37    | 2.11              | Die Kinderarmee                 | 03.01.2004           | Zooney World                | 26.08.2003           |
| 38    | 2.12              | Doppeltes Spiel                 | 10.01.2004           | First Brat                  | 24.09.2003           |
| 39    | 2.13              | Die Schwesternschaft des Mondes | 17.01.2004           | W.O.W.                      | 19.04.2004           |
| 40    | 2.14              | Der irre Rave                   | 24.01.2004           | Stark Raving Mad            | 20.04.2004           |
| 41    | 2.15              | S.P.I.                          | 07.02.2004           | S.P.I.                      | 21.04.2004           |
| 42    | 2.16              | Alle Macht den Tieren           | 14.02.2004           | Animal World                | 22.04.2004           |
| 43    | 2.17              | Der Wald schlägt zurück         | 21.02.2004           | Nature Nightmare            | 23.04.2004           |
| 44    | 2.18              | Spione in Zeitlupe              | 28.02.2004           | Alex Quits                  | 26.04.2004           |
| 45    | 2.19              | Persönlichkeitstausch           | 06.03.2004           | Totally Switched            | 27.04.2004           |
| 46    | 2.20              | Der Ski Trip                    | 13.03.2004           | Ski Trip                    | 28.04.2004           |
| 47    | 2.21              | Jerry ist der Beste             | 20.03.2004           | The Elevator                | 29.04.2004           |
| 48    | 2.22              | Mädchenträume                   | 27.03.2004           | Matchmaker                  | 30.04.2004           |
| 49    | 2.23              | Gehirnakrobaten                 | 03.04.2004           | Brain Drain                 | 03.05.2004           |
| 50    | 2.24              | Das Modedebakel                 | 10.04.2004           | Fashon Faux Pas             | 04.05.2004           |
| 51    | 2.25              | Die Spielzeugarmee              | 17.04.2004           | Toying Around               | 05.05.2004           |
| 52    | 2.26              | Aufregung in Hollywood – Teil 2 | 13.08.2006           | A Spy Is Born               | 19.09.2004           |

| Folge | Staffel – Episode | Deutscher Titel                | Deutsche TV-Premiere | Originaltitel                 | Original-TV-Premiere |
| ----- | ----------------- | ------------------------------ | -------------------- | ----------------------------- | -------------------- |
| 53    | 3.01              | Völlig losgelöst von der Erde… | 17.07.2006           | Physics 101 Much?             | 03.10.2004           |
| 54    | 3.02              | Ein tierisches Abenteuer       | 17.07.2006           | Freaky Circus Much?           | 10.10.2004           |
| 55    | 3.03              | Chaos im Internet              | 17.07.2006           | Computer Creep Much?          | 17.10.2004           |
| 56    | 3.04              | Lady Luna                      | 23.08.2006           | Space Much?                   | 07.11.2004           |
| 57    | 3.05              | Starker Kaffee                 | 20.07.2006           | Evil Coffee Shop Much?        | 14.11.2004           |
| 58    | 3.06              | Die Zeitreise                  | 21.07.2006           | Forward To The Past           | 21.11.2004           |
| 59    | 3.07              | Das Tagebuch                   | 24.07.2006           | Planet Of The Hunks           | 28.11.2004           |
| 60    | 3.08              | Die Rückkehr des Tim Scam      | 19.07.2006           | Morphing Is Soooo 1987        | 05.12.2004           |
| 61    | 3.09              | Alex ist verliebt              | 26.07.2006           | The Incredible Bulk           | 12.12.2004           |
| 62    | 3.10              | Der geheimnisvolle Ring        | 25.07.2006           | Super Nerd Much?              | 19.12.2004           |
| 63    | 3.11              | Hilfe – der Zahnarzt           | 27.07.2006           | Dental? More Like Mental      | 06.03.2005           |
| 64    | 3.12              | Hurra, Britney ist wieder da   | 28.07.2006           | Escape From WOOHP Island      | 13.03.2005           |
| 65    | 3.13              | Das Talente-Camp               | 31.07.2006           | Scam Camp Much?               | 20.03.2005           |
| 66    | 3.14              | ZVAUS dreht durch              | 01.08.2006           | Evil G.L.A.D.I.S. Much?       | 27.03.2005           |
| 67    | 3.15              | Superagentin Clover            | 02.08.2006           | Super Agent Much?             | 03.04.2005           |
| 68    | 3.16              | Der Star-Jet                   | 03.08.2006           | Evil Airlines Much?           | 10.04.2005           |
| 69    | 3.17              | Die Kakerlaken-Plage           | 04.08.2006           | Creepy Crawly Much?           | 17.04.2005           |
| 70    | 3.18              | Die Spione in JJ-Land          | 31.01.2004           | Truth or Scare                | 24.04.2005           |
| 71    | 3.19              | Yin Yangs übles Spiel          | 08.08.2006           | Feng Shui Is Like Sooo Passe  | 01.05.2005           |
| 72    | 3.20              | Myrna kehrt zurück             | 09.08.2006           | Evil Valentine’s Day          | 08.05.2005           |
| 73    | 3.21              | Halloween mit den Spies        | 10.08.2006           | Halloween Is, Like, So Pagan  | 09.05.2005           |
| 74    | 3.22              | Die Yoga-Meisterin             | 11.08.2006           | Power Yoga Much?              | 22.05.2005           |
| 75    | 3.23              | Zurück in die Steinzeit        | 13.09.2006           | Head Shrinker Much?           | 29.05.2005           |
| 76    | 3.24              | Die Beförderung – Teil 1       | 12.04.2007           | Evil Promotion Much? – Part 1 | 31.07.2005           |
| 77    | 2.25              | Die Beförderung – Teil 2       | 13.04.2007           | Evil Promotion Much? – Part 2 | 31.07.2005           |
| 78    | 2.26              | Die Beförderung – Teil 3       | 16.04.2007           | Evil Promotion Much? – Part 3 | 31.07.2005           |

| Folge | Staffel – Episode | Deutscher Titel                     | Deutsche TV-Premiere | Originaltitel                       | Original-TV-Premiere |
| ----- | ----------------- | ----------------------------------- | -------------------- | ----------------------------------- | -------------------- |
| 79    | 4.01              | Die Verschwörung                    | 05.07.2007           | The Dream Teens                     | 03.04.2006           |
| 80    | 4.02              | Die Nagelprobe                      | 20.07.2007           | Futureshock!                        | 04.04.2006           |
| 81    | 4.03              | Boogie Gus kehrt zurück             | 09.07.2007           | I Hate The 80s                      | 05.04.2006           |
| 82    | 4.04              | Die perfekte Welt                   | 10.07.2007           | The O.P                             | 06.04.2006           |
| 83    | 4.05              | Alex in England                     | 12.07.2007           | Alex Gets Schooled                  | 07.04.2006           |
| 84    | 4.06              | Pantomime mit Folgen                | 19.07.2007           | Mime Your Own Business              | 10.04.2006           |
| 85    | 4.07              | Zickenalarm                         | 13.07.2007           | Attack of The 50 Foot Mandy         | 11.04.2006           |
| 86    | 4.08              | Die Verwandlung                     | 11.07.2007           | Evil Jerry                          | 12.04.2006           |
| 87    | 4.09              | Jerry-Superheld                     | 07.04.2007           | „0067“                              | 13.04.2006           |
| 88    | 4.10              | Arnold, der Superheld               | 17.07.2007           | Arnold The Great                    | 14.04.2006           |
| 89    | 4.11              | Mandy-Mania                         | 06.07.2007           | Mani-Manic Much?                    | 17.04.2006           |
| 90    | 4.12              | Und ewig grüßt das Kreuzfahrtschiff | 16.07.2007           | Deja Cruise                         | 18.04.2006           |
| 91    | 4.13              | Eine Blume dreht durch              | 23.07.2007           | Evil Bouquets Are Sooo Passe…       | 19.04.2006           |
| 92    | 4.14              | Fufu und Milan                      | 24.07.2007           | Evil Heiress Much?                  | 20.04.2006           |
| 93    | 4.15              | Clover dreht durch                  | 27.05.2010           | Sis-KaBOOM-Bah!                     | 21.04.2006           |
| 94    | 4.16              | Kalte Rache                         | 25.07.2007           | Evil Ice Cream Man Much?            | 05.05.2006           |
| 95    | 4.17              | Wer schön sein will, muss leiden    | 27.07.2007           | Beauty Is Skin Deep                 | 26.06.2006           |
| 96    | 4.18              | Weltraum-Rock                       | 06.08.2007           | Spies in Space                      | 03.08.2006           |
| 97    | 4.19              | Spionage? Nein, danke – Teil 1      | 07.08.2007           | Totally Busted – Part 1             | 08.03.2007           |
| 98    | 4.20              | Spionage? Nein, danke – Teil 2      | 08.08.2007           | Totally Busted – Part 2             | 08.03.2007           |
| 99    | 4.21              | Spionage? Nein, danke – Teil 3      | 09.08.2007           | Totally Busted – Part 3             | 08.03.2007           |
| 100   | 4.22              | Die Armreifen-Falle – Teil 1        | 30.07.2007           | Like, So Totally Not Spies – Part 1 | 24.03.2007           |
| 101   | 4.23              | Die Armreifen-Falle – Teil 2        | 31.07.2007           | Like, So Totally Not Spies – Part 2 | 24.03.2007           |
| 102   | 4.24              | Der große Verführer                 | 01.08.2007           | The Suavest Spy                     | 08.03.2007           |
| 103   | 4.25              | Die schönste Nebensache der Welt    | 02.08.2007           | Spy Soccer                          | 08.03.2007           |
| 104   | 4.26              | Die Gemüsefarm                      | 03.08.2007           | Spies on the Farm                   | 08.03.2007           |

| Folge | Staffel – Episode | Deutscher Titel                | Deutsche TV-Premiere | Originaltitel                 | Original-TV-Premiere |
| ----- | ----------------- | ------------------------------ | -------------------- | ----------------------------- | -------------------- |
| 105   | 5.01              | Schule ohne Ende               | 09.07.2010           | Evil Graduation               | 26.04.2010           |
| 106   | 5.02              | Wie gewonnen, so zerronnen     | 12.07.2010           | Evil Roomate                  | 27.04.2010           |
| 107   | 5.03              | Spionage für Anfänger          | 13.07.2010           | Evil Professor                | 28.04.2010           |
| 108   | 5.04              | Das Ömchen                     | 14.07.2010           | The Granny                    | 29.04.2010           |
| 109   | 5.05              | Spion gegen Spion              | 15.07.2010           | Another Evil Boyfriend        | 30.04.2010           |
| 110   | 5.06              | Geraldine kehrt zurück         | 16.07.2010           | Return of Geraldine           | 03.05.2010           |
| 111   | 5.07              | Und jetzt mit Pep!             | 19.07.2010           | Evil Sorority                 | 04.05.2010           |
| 112   | 5.08              | Affenzirkus                    | 20.07.2010           | Evil Gymnasts                 | 05.05.2010           |
| 113   | 5.09              | Lieber ohne Calzone!           | 21.07.2010           | Evil Pizza Guys               | 06.05.2010           |
| 114   | 5.10              | Ein Schock für Yves Mont Blanc | 22.07.2010           | Evil Shoe Designer            | 07.05.2010           |
| 115   | 5.11              | Agentin gegen Agentin          | 23.07.2010           | Virtual Stranger              | 10.05.2010           |
| 116   | 5.12              | WOOHP, WOOHP, WOOHPEROBIC!     | 26.07.2010           | WOOHPersize Me!               | 11.05.2010           |
| 117   | 5.13              | Das Promi-Hotel                | 27.07.2010           | Evil Hotel                    | 12.05.2010           |
| 118   | 5.14              | Teamwork mit Marty Mystery     | 13.05.2011           | Totally Mystery Much?         | 13.05.2010           |
| 119   | 5.15              | Der irre Sushimeister          | 29.07.2010           | Evil Sushi Chef               | 14.05.2010           |
| 120   | 5.16              | Miss Fingerfertig              | 30.07.2010           | Miss Spirt Fingers            | 17.05.2010           |
| 121   | 5.17              | Ende der Vorstellung           | 28.09.2010           | Mime World                    | 18.05.2010           |
| 122   | 5.18              | Ein komischer Vogel            | 29.09.2010           | Evil Mascot                   | 19.05.2010           |
| 123   | 5.19              | Ein Zug nach nirgendwo         | 17.03.201            | The Show Must Go On … Or Else | 20.05.2010           |
| 124   | 5.20              | Vom Nichts zum Helden          | 18.03.2011           | Zero to Hero                  | 21.05.2010           |
| 125   | 5.21              | Im Alleingang                  | 21.03.2011           | WOOHP-tastic!                 | 24.05.2010           |
| 126   | 5.22              | Die Shopping-Mission           | 22.03.2011           | So Totally Not Groove-y       | 25.05.2010           |
| 127   | 5.23              | Weihnachtsmärchen              | 24.12.2010           | Ho-ho-ho-no!                  | 26.05.2010           |
| 128   | 5.24              | Sauber muss sein!              | 24.03.2011           | Totally Icky                  | 27.05.2010           |
| 129   | 5.25              | Bye-Bye, Jerry – Teil 1        | 27.05.2011           | Totally Dunzo – Part 1        | 28.05.2010           |
| 130   | 5.26              | Bye-Bye, Jerry – Teil 2        | 27.05.2011           | Totally Dunzo – Part 2        | 01.06.2010           |

| Folge | Staffel – Episode | Deutscher Titel               | Deutsche TV-Premiere | Originaltitel                   | Original-TV-Premiere |
| ----- | ----------------- | ----------------------------- | -------------------- | ------------------------------- | -------------------- |
| 131   | 6.01              | The Anti Social Network       | 31.08.2013           | The Anti-Social Network         | 29.08.2013           |
| 132   | 6.02              | Felene Dion                   | 03.09.2013           | Nine Lives                      | 30.08.2013           |
| 133   | 6.03              | Gefährliche Videospiele       | 04.09.2013           | Vide-o-no!                      | 04.09.2013           |
| 134   | 6.04              | Die Super Mega Dance Party    | 05.09.2013           | Super Mega Dance Party Yo!      | 05.09.2013           |
| 135   | 6.05              | Für immer jung                | 06.09.2013           | Pageant Problems                | 06.09.2013           |
| 136   | 6.06              | Der Rüpel-Robo                | 09.09.2013           | Grabbing the Bully By the Horns | 09.09.2013           |
| 137   | 6.07              | Mörderische Hochzeitsmode     | 10.09.2013           | The Wedding Crasher             | 10.09.2013           |
| 138   | 6.08              | Promisüchtig                  | 11.09.2013           | Celebrity Swipe!                | 11.09.2013           |
| 139   | 6.09              | Die kriminelle Granny         | 12.09.2013           | Super Sweet Cupcake Company     | 12.09.2013           |
| 140   | 6.10              | Bis zum Morgengrauen          | 13.09.2013           | The Dusk Of Dawn                | 13.09.2013           |
| 141   | 6.11              | Auf den Hund gekommen         | 16.09.2013           | Dog Show Showdown               | 16.09.2013           |
| 142   | 6.12              | Attacke der Mandy-Puppen      | 17.09.2013           | Mandy Doll Mania!               | 17.09.2013           |
| 143   | 6.13              | Frost aus Frust               | 18.09.2013           | Evil Ice Skater                 | 18.09.2013           |
| 144   | 6.14              | Die geschmacklose Designerin  | 19.09.2013           | Inferior Designer!              | 19.09.2013           |
| 145   | 6.15              | Piraten ahoi                  | 20.09.2013           | WOOHP-Ahoy!                     | 20.09.2013           |
| 146   | 6.16              | Der neue Trent                | 23.09.2013           | Trent Goes Wild                 | 23.09.2013           |
| 147   | 6.17              | Der Skater-Opa                | 24.09.2013           | Little Dude                     | 24.09.2013           |
| 148   | 6.18              | Im Körper des Feindes         | 25.09.2013           | Totally Switched Again          | 25.09.2013           |
| 149   | 6.19              | Die Clownswelt                | 26.09.2013           | Clowning Around!                | 26.09.2013           |
| 150   | 6.20              | Der Weltraumjunkie            | 27.09.2013           | Astro-Not                       | 27.09.2013           |
| 151   | 6.21              | Der Gefangenen-Transport      | 30.09.2013           | Baddies on a Blimp              | 30.09.2013           |
| 152   | 6.22              | Das grauenhafte Grünzeug      | 01.10.2013           | Jungle Boogie                   | 01.10.2013           |
| 153   | 6.23              | Danger TV                     | 02.10.2013           | Danger TV                       | 02.10.2013           |
| 154   | 6.24              | Solo-Agentinnen               | 03.10.2013           | Solo Spies                      | 03.10.2013           |
| 155   | 6.25              | Die Reise nach Versailles (1) | 04.10.2013           | So Totally Versailles! Part I   | 19.06.2013           |
| 156   | 6.26              | Die Reise nach Versailles (2) | 04.10.2013           | So Totally Versailles! Part II  | 19.06.2013           |

| Folge | Staffel – Episode | Deutscher Titel                   | Deutsche TV-Premiere | Originaltitel                  | Original-TV-Premiere |
| ----- | ----------------- | --------------------------------- | -------------------- | ------------------------------ | -------------------- |
| 157   | 7.01              | Frankenpanda                      | 05.05.2025           | Frankenpanda                   | 12.05.2024           |
| 158   | 7.02              | Doppeltes Chaos                   | 06.05.2025           | It Takes a Slob                | 08.09.2024           |
| 159   | 7.03              | Think pink!                       | 07.05.2025           | Totally Talented               | 26.05.2024           |
| 160   | 7.04              | Ein Käfer kommt selten allein     | 08.05.2025           | Creepy Crawly Creature Catcher | 02.06.2024           |
| 161   | 7.05              | Auf die altmodische Art           | 12.05.2025           | Totally Vintage                | 23.06.2024           |
| 162   | 7.06              | Alles nur ein Test?               | 13.05.2025           | It’s Totally a Test            | 16.06.2024           |
| 163   | 7.07              | Überall Trolle                    | 14.05.2025           | Totally Trolling, Much?        | 19.05.2024           |
| 164   | 7.08              | Alles Käse                        | 15.05.2025           | Mega Moon Cheese               | 09.06.2024           |
| 165   | 7.09              | Ach, du liebes Mammut!            | 19.05.2025           | What Woolly Mammoth            | 01.09.2024           |
| 166   | 7.10              | Ein Preis um jeden Preis          | 20.05.2025           | The Dah-Who?                   | 01.09.2024           |
| 167   | 7.11              | Schurken auf vier Pfoten          |                      | Totally Pawsome                | 30.06.2024           |
| 168   | 7.12              | Undercover Superschurken          |                      | Undercover Supervillains       | 22.09.2024           |
| 169   | 7.13              | Alles nur simuliert               |                      | Over-Simulated                 | 29.09.2024           |
| 170   | 7.14              | Falsches Spiel im WOOHP-Express   |                      | Mystery on the WOOHP Express   | 03.11.2024           |
| 171   | 7.15              | Abenteuer Wildnis                 |                      | The Wild Life                  | 10.11.2024           |
| 172   | 7.16              | Stink-O-Rama                      |                      | Stink-O-Rama                   | 16.10.2024           |
| 173   | 7.17              | Und täglich grüßt der Kürbisgeist |                      | Pumpkin Particle Peri          | 27.10.2024           |
| 174   | 7.18              | Freiheit für Freddy Fisch         |                      | Something’s Fishy              | 13.10.2024           |
| 175   | 7.19              | -                                 | -                    | Forever Lip-Tastic             | 20.10.2024           |
| 176   | 7.20              | Schnulleralarm                    | 13.07.2025           | Terrible Toddler Toys          | 15.09.2024           |
| 177   | 7.21              | -                                 | -                    | Mandy’s Mind-Blowing Mainframe | -                    |
| 178   | 7.22              | -                                 | -                    | A Dog Gone Day                 | -                    |
| 179   | 7.23              | -                                 | -                    | GlitterSpy                     | -                    |
| 180   | 7.24              | -                                 | -                    | Oldies and Goodies             | -                    |
| 181   | 7.25              | -                                 | -                    | Locked in Space                | -                    |
| 182   | 7.26              | -                                 | -                    | Cyber Sweetheart               | -                    |

### Synchronisation
| Rollenname                   | Originalsprecher                                           | Deutscher Sprecher                   |
| ---------------------------- | ---------------------------------------------------------- | ------------------------------------ |
| Samantha „Sam, Samy“ Simpson | Claire Guyot (Staffel 1–6) Kira Riley (Staffel 7–)         | Carola Ewert 1 Antje von der Ahe 3   |
| Clover Mansion               | Fily Keita (Staffel 1–6) Ali Ryan (Staffel 7–)             | Ghadah Al-Akel 1 Gundi Eberhard 3    |
| Alexandra „Alex“ Houston     | Céline Mauge (Staffel 1–6) Lori Felipe-Barkin (Staffel 7–) | Giuliana Jakobeit 2,5 Julia Ziffer 4 |
| Jerry Lewis                  | Jean-Claude Donda (Staffel 1–6) Gary Mack (Staffel 7–)     | Bodo Wolf                            |
| Mandy                        | Céline Mauge (Staffel 1–6) Sarah Naughton (Staffel 7–)     | Ranja Bonalana                       |
| Britney                      | Laura Préjean                                              | Bianca Krahl 2 Dorette Hugo 4        |
| Arnold                       | Donald Reignoux                                            | Sebastian Schulz                     |
| Zerlina Lewis                | Alana Barrett-Atkins                                       | Sonja Spuhl                          |
| Toby                         | Arjun Biju                                                 | Christopher Kohn                     |
| Glitterstar                  | Jody Doo                                                   | –                                    |

Anmerkungen:
1) Folge 001–026

2) Folge 001–051

3) Folge 026–156

4) Folge 052–130

5) Folge 131–156

## Videospiele
Zu Totally Spies! sind einige Videospiele erschienen, davon zunächst Totally Spies! und Totally Spies! 2 Undercover für Nintendo Game Boy Advance und Nintendo DS. Entwickelt von Mistic Software, wurden sie von Atari veröffentlicht. Es folgte Totally Spies! Totally Party für PlayStation 2, Wii und PC. Außerdem erschienen Totally Spies! 3 Secret Agents und Totally Spies! 4 Around the World für den Nintendo DS sowie Totally Spies – Voodoo Zauber für PC. Alle Spiele außer Totally Spies! 4 wurden auch auf Deutsch veröffentlicht.
Am 31. Oktober 2024 erschien Totally Spies! - Cyber Mission das von Balio Studio entwickelt und von Microids veröffentlicht wurde für die Nintendo Switch, PlayStation 5, PlayStation 4, Xbox One, Xbox Series und PC. Das Spiel ist mit deutschen Untertiteln verfügbar.

## Zeitschriften und Bücher
Seit September 2008 erscheint im Panini-Verlag die offizielle Zeitschrift zur Serie.
Es sind vier Bücher der Serie erschienen. Die Bücher enthalten je drei Folgen der ersten Staffel.
- Band 1: Drei in geheimer Mission
- Band 2: Solo für Sam
- Band 3: Ohne Alex geht es nicht
- Band 4: Clover ist nicht aufzuhalten